# Oppositie (politiek)
De oppositie wordt in de politiek gevormd door alle politieke partijen die tegen de uitvoerende macht zijn gekant; deze partijen worden de oppositiepartijen genoemd.
De uitvoerende macht kan bijvoorbeeld bestaan uit de regering op nationaal niveau of het college van burgemeester en wethouders (Nederland) respectievelijk het college van burgemeester en schepenen (België) op lokaal niveau.
Meestal bestaat de oppositie uit alle partijen die niet in de uitvoerende macht zijn vertegenwoordigd. Dit is echter niet altijd het geval, soms geven partijen die zelf niet regeren gedoogsteun. De leider van de grootste partij die in de oppositie zit, wordt meestal de oppositieleider genoemd.
In veel landen is het bovendien gebruikelijk dat oppositieleden een schaduwkabinet te vormen. Zulke landen zijn onder meer het Verenigd Koninkrijk, Canada, Australië en de Bahama's. Ook Japan, Polen, Ierland en Frankrijk hebben een soort schaduwkabinet. In Frankrijk wordt gesproken van het cabinet fantôme ("spookkabinet").
In dictatoriale regimes wordt oppositie als onwettig gezien en daarom dikwijls onderdrukt, terwijl oppositie in een democratie deel van het overheidsprincipe uitmaakt.